# Synchlora concinnaria
Synchlora concinnaria är en fjärilsart som beskrevs av William Schaus 1912. Synchlora concinnaria ingår i släktet Synchlora och familjen mätare. Inga underarter finns listade i Catalogue of Life.